# Kenneth Sitzberger
Kenneth Sitzberger (Cedar Rapids, 13 de fevereiro de 1945 – Coronado, 2 de janeiro de 1984) foi um saltador estadunidense, campeão olímpico.

## Carreira
Sitzberger foi quatro vezes campeão da Liga Católica de Chicago na Fenwick High School. Ele conquistou o bronze nos Jogos Pan-Americanos de 1963 em São Paulo e competiu nos Jogos Olímpicos de Verão de 1964 em Tóquio, quando venceu a prova masculina de trampolim de 3 metros com a pontuação total de 170.15, conhecida na ocasião como springboard. Como estudante na Universidade de Indiana, ganhou os campeonatos nacionais de trampolim.